# 圣谢利多布拉克
圣谢利多布拉克（法語：Saint-Chély-d'Aubrac，法語發音：[sɛ̃ ʃeli dobʁak]）是法国阿韦龙省的一个市镇，属于罗德兹区。

## 地理
圣谢利多布拉克（44°35'26"N, 2°55'16"E）面积78.65 平方千米，位于法国奧克西塔尼大區阿韦龙省，该省份为法国南部内陆省份，位于法國中央高原南部，北起顺时针与康塔爾省、洛泽尔省、加尔省、埃罗省、塔恩省、塔恩-加龙省和洛特省接壤。
与圣谢利多布拉克接壤的市镇（或旧市镇、城区）包括：卡斯泰尔诺-德芒达耶、孔东多布拉克、普拉德多布拉克、圣于尔西兹、纳斯比纳勒。

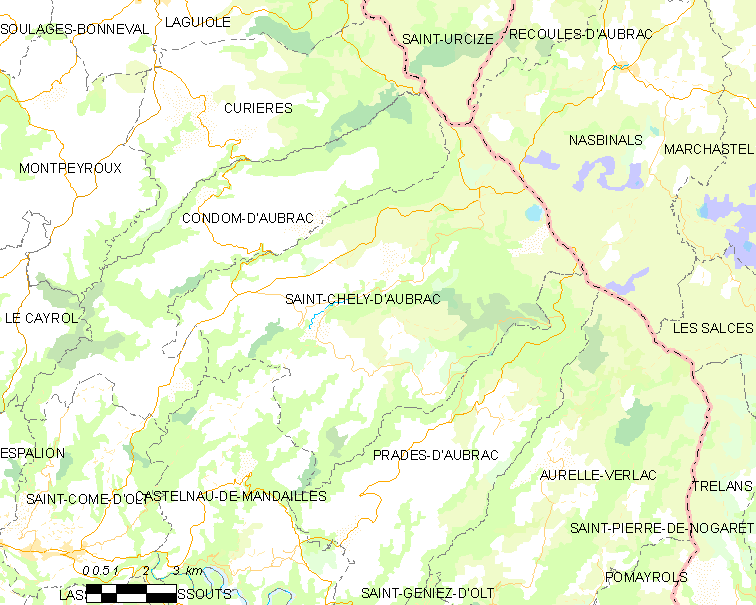
圣谢利多布拉克的OSM定位图

圣谢利多布拉克的时区为UTC+01:00、UTC+02:00（夏令时）。

## 行政
圣谢利多布拉克的邮政编码为12470，INSEE市镇编码为12214。

## 政治
圣谢利多布拉克所属的省级选区为欧布拉克-卡尔拉代斯县。

## 人口

1962-2008年间圣谢利多布拉克人口变化图示

圣谢利多布拉克于2022年1月1日时的人口数量为517人。